# Raša
Raša (italsky Arsa) je krátká řeka v Chorvatsku na Istrijském poloostrově. Je dlouhá 23 km. Pramení u vesnice Potpićan soutokem potoků Gologorički a Vlaški. Ústí do Rašského zálivu, který je podle řeky pojmenován.
V blízkosti řeky leží sídla Potpićan, Sveta Katarina, Sutivanac, Ružići, Sveti Martin, Paradiž, Frančići, Bašići, Veli Turini, Jurićev Kal, Koromani, Mali Turini, Prhati, Kunj, Most-Raša, Puntera a Brgod. Největším přítokem Raši je řeka Krapan, mezi další patří potoky Karbuna, Veli potok, Sušički potok, Malinska draga, Ždinska draga a Koromanska draga.
Na řece se nacházejí tři vodopády: Benkovski slap, Gologorički slap a Slap Sopot.